# Archaeophlebia martini
Archaeophlebia martini is een libellensoort uit de familie van de korenbouten (Libellulidae), onderorde echte libellen (Anisoptera).
De wetenschappelijke naam Archaeophlebia martini is voor het eerst geldig gepubliceerd in 1896 door Selys.